# Открытие диковин
«Открытие диковин» («Кашф ал-Караиб»; азерб. Kəşf əl-Qəraib) — произведение азербайджанского учёного и просветителя Аббас-Кули-ага Бакиханова, посвящённое истории открытия Америки.
Бакиханов написал «Открытие диковин» в начале 30-х годов XIX века, когда узнал о великих географических открытиях, которые оказали большое влияние на его умственный кругозор. Трактат ставил себе целью ознакомить тогдашнее азербайджанское общество с историей Америки, её физической и политической картой. При работе над сочинением Бакиханов пользовался несколькими книгами на французском и итальянском языках, которые не были установлены.
Авторский список рукописи «Открытия диковин» с именной печатью Бакиханова хранится в Институте восточных рукописей РАН. Другой список этой рукописи находится в библиотеке Тегеранского университета. Из этого списка явствует, что своё сочинение Бакиханов написал с участием азербайджанского поэта Мирза-Мухаррама Мериза, который в то время служил в штабе отдельного Кавказского корпуса.
В 1902 году рукопись Бакиханова «Кашф ал-Караиб» была переведена, вероятно, Мир-Джафар Сеид-Мухаммедовым, сыном поэта Сеид-Азима Ширвани, на азербайджанский язык под названием «Кашф-и Америка» («Открытие Америки»). После рукопись была отправлена первым типографическим товариществом Баку в петербургский цензурный комитет для разрешения на издание, но издана не была.
Впервые на русском языке в переводе А. М. Агахи с упомянутого петербургского списка «Открытие диковин» была напечатана в 1983 году в Баку издательством «Элм» («Наука»).